# Schönbühel-Aggsbach
Schönbühel-Aggsbach es un municipio situado en el distrito de Melk, en el estado de Baja Austria, Austria. Tiene una población estimada, a inicios de 2024, de 942 habitantes.
Está ubicado a orillas del río Danubio y al oeste de Viena.

## Principales localidades
- Aggsbach Dorf
- Aggsbach Markt
- Berging
- Hub
- Schönbühel an der Donau